# Mino
Az Mino a madarak osztályának verébalakúak (Passeriformes) rendjébe és a seregélyfélék (Sturnidae) családjába tartozó nem.

## Rendszerezésük
A nemet René Primevère Lesson írta le 1827-ben, az alábbi fajok tartoznak ide:
- aranyarcú majna (Mino dumontii)
- hosszúfarkú majna (Mino kreffti)
- narancsmajna (Mino anais)

## Előfordulásuk
Új-Guinea, a Bismarck-szigetek és a Salamon-szigetek területén honosak. Természetes élőhelyeik a szubtrópusi vagy trópusi síkvidéki esőerdők, mocsári erdők és szavannák, valamint ültetvények, másodlagos erdők és vidéki kertek. Állandó, nem vonuló fajok.

## Megjelenésük
Testhosszuk 25-30 centiméter körüli.